# Pseudohilaira mirabilis
Pseudohilaira mirabilis är en spindelart som beskrevs av Kirill Yeskov 1990. Pseudohilaira mirabilis ingår i släktet Pseudohilaira och familjen täckvävarspindlar. Inga underarter finns listade i Catalogue of Life.